# Willem II Tilburg
Willem II Tilburg es un club de fútbol neerlandés de la ciudad de Tilburg en Brabante Septentrional. Fue fundado en 1896 y juega actualmente en la Eerste Divisie.

## Historia
El club se fundó el 12 de agosto de 1896 en Tilburg con el nombre Tilburgia cambiando el mismo el 12 de enero del siguiente año a Willem II en honor a Guillermo II de los Países Bajos (1840-1849) que, como jefe del ejército neerlandés, había ubicado en la ciudad de Tilburg sus asentamientos militares durante la insurrección belga de 1830. En 2004, el club agregó el nombre de la ciudad a su denominación oficial convirtiéndose así en Willem II Tilburg.
El club fue campeón de la Liga de Primera División en 1916, 1952 y 1955. Además ganó la Copa de los Países Bajos en 1944 y 1963 y fue elegido como "Club neerlandés del año" en los años 1987, 1990 y 1999. En este último lograr el subcampeonato le permitió disputar la Liga de Campeones de la UEFA donde fue eliminado en primera ronda. En 1963 fue derrotado por Manchester United en la Recopa de Europa por un global de 7-2. Finalmente también disputó la Copa de la UEFA en 98-99 siendo derrotado por Real Betis en dieciseisavos de final.
En la temporada 2005-06 el club estuvo cerca de ser relegado de la máxima categoría, pero sus victorias en el playoff ante De Graafschap por 1-0 y 2-1 evitaron el descenso.

## Uniforme
- Uniforme titular: Camiseta a rayas verticales rojas, azules y blancas, pantalón blanco, medias blancas.
- Uniforme alternativo: Camiseta negra con una franja vertical tricolor roja, azul y blanca a la izquierda, pantalón negro, medias blancas.

## Palmarés

### Torneos nacionales
| Competición nacional        | Títulos                   | Subcampeonatos    |
| --------------------------- | ------------------------- | ----------------- |
| Liga de Primera División(3) | 1916, 1952 y 1955.        |                   |
| Copa de los Países Bajos(2) | 1944, 1963.               | 2004-05 y 2018-19 |
| Eerste Divisie(4)           | 1957, 1965, 2014, 2023-24 | 1986-87           |

## Participación en competiciones europeas
| Temporada | Competición        | Ronda   | Club                  | Cómputo global | Ida     | Vuelta     |
| --------- | ------------------ | ------- | --------------------- | -------------- | ------- | ---------- |
| 1963/64   | Recopa de Europa   | 1R      | Manchester United     | 2-7            | 1-1 (C) | 1-6 (F)    |
| 1980      | Intertoto Cup      | Poule 7 | Malmö FF              | 1-3            | 0-1 (F) | 1-2 (C)    |
|           | Intertoto Cup      | Poule 7 | MSV Duisburg          | 3-3            | 3-1 (F) | 0-2 (C)    |
|           | Intertoto Cup      | Poule 7 | FC Sion               | 4-3            | 0-0 (F) | 4-3 (C)    |
| 1981      | Intertoto Cup      | Poule 8 | Marek Stanke Dimitrov | 5-1            | 1-0 (F) | 4-1 (C)    |
|           | Intertoto Cup      | Poule 8 | Stuttgarter Kickers   | 4-6            | 1-3 (F) | 3-3 (C)    |
|           | Intertoto Cup      | Poule 8 | Viking FK             | 2-3            | 2-2 (F) | 0-1 (C)    |
| 1994      | Intertoto Cup      | Poule 8 | FK Austria Wien       | 0-4            | 0-4 (F) |            |
|           | Intertoto Cup      | Poule 8 | IFK Norrköping        | 0-2            | 0-2 (F) |            |
|           | Intertoto Cup      | Poule 8 | SM Caen               | 1-0            | 1-0 (C) |            |
|           | Intertoto Cup      | Poule 8 | Lyngby BK             | 3-1            | 3-1 (C) |            |
| 1998/99   | UEFA Cup           | 1R      | FC Dinamo Tbilisi     | 6-0            | 3-0 (C) | 3-0 (F)    |
|           | UEFA Cup           | 2R      | Real Betis            | 1-4            | 1-1 (C) | 0-3 (F)    |
| 1999/00   | Champions League   | Grupo G | Spartak Moscú         | 2-4            | 1-3 (C) | 1-1 (F)    |
|           | Champions League   | Grupo G | Girondins de Bordeaux | 2-3            | 2-3 (F) | 0-0 (C)    |
|           | Champions League   | Grupo G | Sparta Praga          | 3-8            | 0-4 (F) | 3-4 (C)    |
| 2002      | UEFA Intertoto Cup | 2R      | FC St. Gallen         | 2-1            | 1-0 (C) | 1-1 nv (F) |
|           | UEFA Intertoto Cup | 3R      | Krylja Sovetov Samara | 3-3 u          | 1-3 (F) | 2-0 (C)    |
|           | UEFA Intertoto Cup | 1/2     | Málaga CF             | 1-3            | 1-2 (F) | 0-1 (C)    |
| 2003      | UEFA Intertoto Cup | 2R      | FC Wil                | 3-4            | 2-1 (C) | 1-3 (F)    |
| 2005/06   | UEFA Cup           | 1R      | AS Monaco             | 1-5            | 0-2 (F) | 1-3 (C)    |
| 2020/21   | Europa League      | 2Q      | Progrès Niedercorn    | 5-0            | 5-0 (F) |            |
|           | Europa League      | 3Q      | Rangers FC            | 0-4            | 0-4 (C) |            |